# Lueddemannia
Lueddemannia là một chi lan gồm 6 loài phân bố từ Venezuela đến Peru.

## Danh sách các loài
- Lueddemannia dalessandroi
- Lueddemannia pescatorei
- Lueddemannia striata
- Lueddemannia triloba
- Lueddemannia vyvereana
- Lueddemannia wallisii